# Polarizabilidad
Un sistema que sea susceptible de sufrir polarización se dice que es polarizable, que tiene la propiedad de la polarizabilidad. Aunque a veces se habla de sistemas políticos o sociales polarizados, el término polarizabilidad suele aplicarse solo a sistemas naturales.

## Polarizabilidad de la materia
Es la capacidad de la materia de formar dipolos instantáneos en respuesta dinámica a campos externos; la polarización de un material proporciona información sobre la estructura interna de una molécula. En un sólido cristalino, la polarizabilidad se define como el momento dipolar por unidad de volumen de la célula de cristal.

## Polarizabilidad eléctrica
La polarizabilidad eléctrica es la tendencia relativa de una distribución de cargas, tal como la nube electrónica de un átomo o molécula, a ser distorsionada de su forma normal por un campo eléctrico externo, que puede ser causado por la presencia de un ion cercano o un dipolo.
La polarizabilidad electrónica {\displaystyle \alpha } está definida como la razón del momento dipolar inducido {\displaystyle p} de un átomo al campo eléctrico {\displaystyle E} que produce dicho momento dipolar.
{\displaystyle \alpha ={\frac {p}{E}}}
La polarizabilidad tiene las unidades SI de C·m²·V-1 = A2·s4·kg-1 pero suele expresarse más frecuentemente como volumen de polarizabilidad con unidades de cm³ o en Å3 = 10-24 cm³.
{\displaystyle \alpha {\rm {{(cm^{3})=}{\frac {10^{6}}{4\pi \epsilon _{0}}}\alpha {(C\cdot m^{2}\cdot V^{-1})}}}} donde {\displaystyle \epsilon _{0}} es la permitividad del vacío.
La polarizabilidad de las partículas individuales está relacionada con la susceptibilidad eléctrica media del medio por la ecuación de Clausius-Mossoti.
Obsérvese que la polarizabilidad {\displaystyle \alpha } está definidad como una cantidad escalar. Esto implica que los campos eléctricos aplicados solo pueden producir componentes de polarización paralelos al campo. Por ejemplo, un campo eléctrico en la dirección {\displaystyle x} solo puede producir un componente en {\displaystyle x} de {\displaystyle {p}}. Sin embargo, puede suceder que un campo eléctrico en la dirección {\displaystyle x} produzca un componente {\displaystyle y} o {\displaystyle z} en el vector {\displaystyle {p}}. En este caso, {\displaystyle \alpha } está descrito por un tensor de rango 2, que está representado con respecto a un sistema dado de ejes (sistema de referencia) por una matriz de 3x3.

## Polarización electrónica
La polarización electrónica es un desplazamiento de las cargas en presencia de un campo eléctrico externo, es decir en un átomo neutro la nube electrónica se reorienta de tal manera que el átomo se distorsiona ligeramente y pierde su simetría. La dificultad al analizar estos fenómenos varía en el tratamiento de la interacción de muchos cuerpos. Existen tres maneras de describir la polarizabilidad electrónica:

### El modelo del dieléctrico uniforme
Este modelo considera que las cargas y modelos permanentes interactúan entre sí, sumergidos en un medio con una única constante dieléctrica. Donde para los líquidos orgánicos dieléctricos polares y no polares la constante toma un valor cercano a 2.
Un problema radica en la validez de usar una constante dieléctrica para toda la región del espacio, ignorando la naturaleza atómica de la materia.

### Modelo de dipolos inducidos
Este modelo considera el medio como un dieléctrico donde átomos o grupos de átomos forman dipolos caracterizados porque poseen un momento dipolar, los cuales tiene un comportamiento lineal e isotrópico con el campo total.

{\displaystyle {\vec {\mu }}=\alpha {\vec {E}}}

Donde el campo total está constituido por el campo externo y el producido por los dipolos, que se relacionan directamente con el momento dipolar de los mismos. El campo creado por cada carga o dipolo es:

{\displaystyle {\vec {E}}(q)={\frac {q{\vec {r}}}{r^{3}}}\qquad {\mbox{y}}\qquad {\vec {E}}(\mu )=\Im {\vec {\mu }}}

Donde {\displaystyle \Im =(3r{\vec {r}}-r^{2}\wp )/r^{5}} es el tensor de campo dipolar. Entonces el momento dipolar total es:

{\displaystyle {\vec {\mu }}_{i}=\alpha _{i}\sum [{\vec {E}}(q)_{ij}+\Im _{ij}{\vec {\mu _{j}}}]}

El problema radica en que una solución analítica solo puede ser hecha dos cuerpos. Este modelo considera que un átomo tiene una polarizabilidad uniforme que puede ser representada por un dipolo inducido situado en los núcleos.
Este modelo presenta dos dificultades:
1. Las polarizabilidades atómicas de los átomos se toman experimentalmente o teóricamente para átomos aislados lo que no es preciso para átomos en moléculas.
2. Las interacciones entre dipolos pueden aumentar sin límite la polarización de sus vecinos. Para solucionar este último inconveniente se desprecian las interacciones entre átomos.

### Modelo de constantes dieléctricas locales
Este modelo considera grupos de átomos como cuerpos polarizables, cada uno con su propia constante dieléctrica, el cual hace pocas interacciones puesto que no considera la constante dieléctrica, ni tampoco la respuesta de dipolos infinitesimales.

## Polarizabilidad de los elementos químicos
La siguiente tabla muestra algunos valores de la polarizabilidad de los átomos e iones en sólidos (10-24 cm³):
| H         |            |            |            |    |    |    |    |    |    |    |    |            |            |    |           |          | He 0,201 |
| Li+ 0,029 | Be2+ 0,008 |            |            |    |    |    |    |    |    |    |    | B3+ 0,003  | C4+ 0,001  | N  | O2– 3,88  | F– 1,04  | Ne 0,39  |
| Na+ 0,179 | Mg2+ 0,094 |            |            |    |    |    |    |    |    |    |    | Al3+ 0,052 | Si4+ 0,017 | P  | S2– 10,2  | Cl– 3,66 | Ar 0,62  |
| K+ 0,83   | Ca2+ 0,47  | Sc3+ 0,286 | Ti4+ 0,185 | V  | Cr | Mn | Fe | Co | Ni | Cu | Zn | Ga         | Ge         | As | Se2– 10,5 | Br– 4,77 | Kr 2,46  |
| Rb+ 1,4   | Sr2+ 0,86  | Y3+ 0,55   | Zr4+ 0,37  | Nb | Mo | Tc | Ru | Rh | Pd | Ag | Cd | In         | Sn         | Sb | Te2– 14   | I– 7,1   | Xe 3,99  |
| Cs+ 2,42  | Ba2+ 1,55  | *          | Hf         | Ta | W  | Re | Os | Ir | Pt | Au | Hg | Tl         | Pb         | Bi | Po        | At       | Rn       |
| Fr        | Ra         | **         | Rf         | Db | Sg | Bh | Hs | Mt | Ds | Rg | Cn | Nh         | Fl         | Mc | Lv        | Ts       | Og       |
| *         | La3+ 1,04  | Ce4+ 0,73  | Pr         | Nd | Pm | Sm | Eu | Gd | Tb | Dy | Ho | Er         | Tm         | Yb | Lu        |          |          |
| **        | Ac         | Th         | Pa         | U  | Np | Pu | Am | Cm | Bk | Cf | Es | Fm         | Md         | No | Lr        |          |          |